# Liste der Listen von Weltmeistern
Diese Liste der Listen von Weltmeistern enthält Seiten, auf denen die Personen und Mannschaften aufgelistet werden, die mindestens einen Weltmeistertitel erhalten haben.

## Liste der Weltmeister nach Sportart

### Ball- und Kugelsport
- Badminton-Weltmeisterschaften
- Badminton-Weltmeisterschaft für Behinderte
- Badminton-Weltmeisterschaft für Eisenbahner
- Badminton-Weltmeisterschaft der Gehörlosen
- Badminton-Weltmeisterschaft der Junioren
- Badminton-Seniorenweltmeisterschaft
- Badminton-Weltmeisterschaft der Studenten
- Fußball-Weltmeisterschaft
- Futsal-Weltmeisterschaft
- Basketball-Weltmeisterschaft
- Beachvolleyball-Weltmeisterschaft
- Handball-Weltmeisterschaft
- Hockey-Weltmeisterschaft
- Unihockey-Weltmeisterschaft
- Streethockey-Weltmeisterschaft
- Bandy-Weltmeisterschaft
- Wasserball-Weltmeisterschaften
- Liste der Weltmeister im Snooker
- WPA 8-Ball-Weltmeisterschaft
- WPA 9-Ball-Weltmeisterschaft
- WPA 10-Ball-Weltmeisterschaft
- WPA 14-und-1-endlos-Weltmeisterschaft
- Cadre-47/1-Weltmeisterschaft
- Cadre-47/2-Weltmeisterschaft
- Cadre-71/2-Weltmeisterschaft
- Dreiband-Weltmeisterschaft
- Dreiband-Weltmeisterschaft für Nationalmannschaften
- Einband-Weltmeisterschaft
- Freie-Partie-Weltmeisterschaft
- Fünfkampf-Weltmeisterschaft
- Tischtennisweltmeisterschaft
- Squash-Weltmeisterschaft
- Volleyball-Weltmeisterschaft
- American-Football-Weltmeisterschaft
- Baseball-Weltmeisterschaft
- Cricket World Cup
- Lacrosse-Weltmeisterschaft
- Lacrosse-Hallenweltmeisterschaft
- Rugby-League-Weltmeisterschaft
- Rugby-Union-Weltmeisterschaft
- Faustball-Weltmeisterschaft
- Pétanque-Weltmeisterschaft

### Kampfsport
- Liste der Boxweltmeister der NYSAC
- Liste der Boxweltmeister der NBA
- Liste der Boxweltmeister der WBA
- Liste der Boxweltmeister der WBC
- Liste der Boxweltmeister der IBF
- Liste der Boxweltmeister der WBO
- Liste der Boxweltmeister der IBO
- Liste der Boxweltmeister aus Deutschland
- Liste der Boxweltmeister des Magazins The Ring
- Liste unumstrittener Boxweltmeister
- Liste linearer Boxweltmeister
- Boxweltmeisterschaften
- WTF Taekwondo-Weltmeisterschaften
- Karate-Weltmeisterschaften
- Judo-Weltmeisterschaften
- Ringer-Weltmeisterschaften
- Fechtweltmeisterschaften

### Schießsport
- Weltmeisterschaften im Bogenschießen

### Leichtathletik
- Liste der Weltmeister in der Leichtathletik

### Schwerathletik
- Weltmeisterschaften im Gewichtheben

### Wassersport
- Kanu-Weltmeisterschaften
- Liste der Weltmeister im Rudern
- Schwimmweltmeisterschaften
- Freiwasserweltmeisterschaften
- Synchronschwimmen
- Wasserball-Weltmeisterschaften
- Liste der Weltmeister im Wasserspringen
- Segel-Weltmeisterschaft
- Triathlonweltmeisterschaft

### Motorsport
- Liste der Formel-1-Weltmeister
- Liste der Weltmeister im Motorradstraßenrennsport
- Liste der Einzel-Weltmeister im Speedway
- Superbike-Weltmeisterschaft
- Supersport-Weltmeisterschaft
- Liste der WRC-Weltmeister
- Tourenwagen-Weltmeisterschaft
- Sportwagen-Weltmeisterschaft
- FIA-Langstrecken-Weltmeisterschaft
- Enduro-Weltmeisterschaft
- Motocross-Weltmeisterschaft

### Radsport
- Wettbewerbe bei UCI-Weltmeisterschaften

### Skisport
- Liste der Weltmeister im alpinen Skisport
- Liste der Weltmeister im Skilanglauf
- Liste der Weltmeister im Skispringen
- Liste der Weltmeister in der Nordischen Kombination
- Liste der Weltmeister im Freestyle-Skiing
- Liste der Weltmeister im Biathlon
- Liste der Weltmeister im Bogenbiathlon
- Liste der Weltmeister im Grasskilauf

### Reitsport
- Weltreiterspiele

### Tanzsport
- Tango-Weltmeisterschaft
- Tanzsportweltmeisterschaft (Latein)
- Tanzsportweltmeisterschaft (Lateinformation)
- Tanzsportweltmeisterschaft (Standard)
- Tanzsportweltmeisterschaft (Standardformation)
- Tanzsportweltmeisterschaft (über zehn Tänze)
- World Salsa Championships

### Turnsport
- Turn-Weltmeisterschaften (Gerätturnen)
- Turn-Weltmeisterschaften (Trampolinturnen)
- Weltmeisterschaften der Rhythmischen Sportgymnastik

### Wintersport
- Liste der Weltmeister im Bobsport
- Liste der Weltmeister im Naturbahnrodeln
- Liste der Weltmeister im Skeleton
- Liste der Eisschnelllaufweltmeister
- Liste der Snowboard-Weltmeister
- Liste der Snowboard-Weltmeister (ISF)
- Liste der Snowboard-Weltmeister (FIS)
- Alpine Skiweltmeisterschaften

### Individualsport
- Inline-Speedskating-Weltmeisterschaften
- Kletterweltmeisterschaft
- World Professional Darts Championship

## Liste der Brettspiele

### Schach
- Liste der Schachweltmeisterschaften
- Seniorenweltmeisterschaft im Schach
- Weltmeister im Schnellschach
- Weltmeister im Blitzschach
- Weltmeister im Chess960
- Schacholympiade

## Liste der Weltmeister nach Nation

### Afrika
- Liste der Sportweltmeister Namibias

### Asien
- Liste der Sportweltmeister der Mongolei

### Europa
- Liste dänischer Weltmeister

## Sonstiges

### Zauberkunst
- Liste der Weltmeister der Zauberkunst